# Абаша
Абаша (груз. აბაშა) је град у Грузији у регији Мегрелија-Горња Сванетија. Према процени из 2014. у граду је живело 4.941 становника.

## Становништво
Према процени, у граду је 2014. живело 4.941 становника.
Последњих година број становника расте.
| 1989. | 2002. | 2014. |
| ----- | ----- | ----- |
| 7.139 | 6.420 | 4.941 |